# James Howard-Johnston
James Douglas Howard-Johnston (Dublín, el 12 de marzo de 1942) es un historiador inglés del Imperio bizantino. Fue profesor universitario de estudios bizantinos en la Universidad de Oxford. Es miembro emérito del Corpus Christi College de Oxford. Su enfoque sobre Bizancio sigue el de Edward Gibbon y se centra en las comparaciones entre el Estado bizantino y sus homólogos occidentales. Howard-Johnston también ha investigado la Antigüedad tardía, especialmente las Guerras romano-sasánidas y la historia temprana del Islam.

## Biografía
Nacido en Dublín, Howard-Johnston es hijo del contralmirante Clarence Howard-Johnston y su esposa, Alexandra Henrietta Louisa Haig, hija de Douglas Haig, primer conde de Haig. Su madre se casó en segundas nupcias con el historiador Hugh Trevor-Roper. Estudió en Christ Church, Oxford.
Howard-Johnston fue profesor de investigación suplente en Christ Church (Oxford), de 1966 a 1971, y también recibió una beca júnior en Dumbarton Oaks entre 1968 y 1969. Posteriormente, fue profesor universitario de estudios bizantinos y miembro del Corpus Christi College de Oxford, hasta su jubilación en 2009. Fue presidente interino de la misma universidad durante un breve periodo a mediados de la década de 2000.
Fue miembro del Ayuntamiento de Oxford (1971-1976) y del Consejo del Condado de Oxfordshire (1973-1977, 1981-1987). En el momento de su reelección en 1973 como concejal de Oxford en el distrito sur de Oxford, donde obtuvo el 43,7 % de los votos, era miembro del Partido Laborista.
Howard-Johnston está casado con la novelista Angela Huth y tiene una hijastra, Candida Crewe, hija del periodista Quentin Crewe, así como una hija propia, Eugenie Teasley.

## Publicaciones
- The Scholar & the Gypsy: Two Journeys to Turkey, Past and Present (1992). Coautor con Nigel Ryan
- The Cult of Saints in Late Antiquity and the Middle Ages: Essays on the contribution of Peter Brown (1999). Editor con Paul Hayward
- Witnesses to a World Crisis: Historians and Histories of the Middle East in the Seventh Century (2010)
- Historical Writing in Byzantium (2014)
- Social change in town and country in eleventh-century Byzantium (2020). Editor
- The Last Great War of Antiquity (2021)